# Pukkisaari (ö i Norra Savolax, Kuopio, lat 62,92, long 26,94)
Pukkisaari är en ö i Finland. Den ligger i sjön Hirvijärvi och i kommunen Kuopio i den ekonomiska regionen  Kuopio ekonomiska region  och landskapet Norra Savolax, i den centrala delen av landet, 300 km norr om huvudstaden Helsingfors. Öns area är 9,7 hektar och dess största längd är 0,5 kilometer i sydöst-nordvästlig riktning.